# Pinacoteca Nazionale di Siena

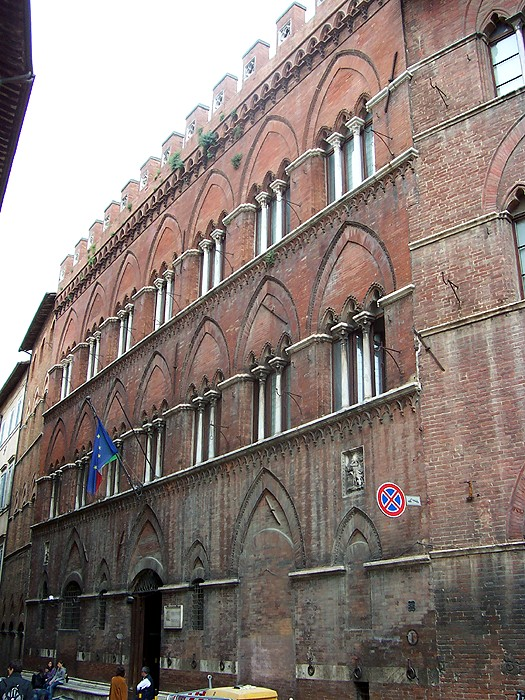
Fassade der Pinacoteca Nazionale

Die Pinacoteca Nazionale di Siena ist eine Pinakothek in Siena (Italien) und enthält wichtige Werke des 14., 15. und 16. Jahrhunderts sowie internationale Meisterwerke in der Spannocchi-Sammlung.

## Geschichte
Die Pinakothek wurde 1932 eingeweiht und befindet sich seitdem im Stadtdrittel Terzo di Città in den Gebäuden Palazzo Brigidi und Palazzo Buonsignori in der Via San Pietro 29. Letzterer stammt aus dem 15. Jahrhundert und hatte als architektonisches Vorbild den Palazzo Pubblico. Am 4. März 1915 übergab Niccolò Bonobligo als letzter Besitzer des Palastes Buonsignori das Gebäude der lokalen Provinzverwaltung mit der Auflage, darin ein Museum oder eine Pinakothek zu errichten. Mit Dekret vom 15. Mai 1930 wurde der Umzug in die Via San Pietro beschlossen. Aufgrund von Platzmangel wurde dabei der Palazzo Brigidi angeschlossen, er stammt aus dem 14. Jahrhundert und diente der Familie der Pannocchieschi als Residenz.
Die Kunstsammlung entstammt hauptsächlich der Accademia di belle arti di Siena (Akademie der schönen Künste), die am 26. September 1816 von Giovanni Bianchi in der Via degli belle arti (heute Via della Sapienza, da sich heute dort die Bibliothek befindet) gegründet wurde und 90 Werke enthielt. Diese hatte ihren Ursprung in der Kunstsammlung der Mönche Giuseppe Ciaccheri und Luigi de Angelis, die die Werke zwischen 1750 und 1810 sammelten. De Angelis machte einen ersten Versuch, die Sammlung zu katalogisieren. 1847 beauftragte Alessandro Saracini, Präsident der Akademie, den Fachmann Carlo Pini mit der Restrukturierung der Sammlung, um die zahlreichen Fehler De Angelis zu beheben und eine chronologische Reihenfolge zu erreichen. Später wurde die Sammlung durch einige Werke des Pilgerhospiz Santa Maria della Scala erweitert. Im 19. Jahrhundert gelangte sie erst in den Besitz der Comune di Siena und 1864 wurde sie der Provinz Siena unterstellt, die sie 1866 in Galleria Provinciale delle belle arti umbenannte. Unter der Leitung von Cesare Brandi, der die Sammlung erstmals vollständig katalogisierte, zog sie in die Via San Pietro um und erhielt zuerst den Namen Regia Pinacoteca di Siena, später dann ihren heutigen Namen.

## Kunstsammlung

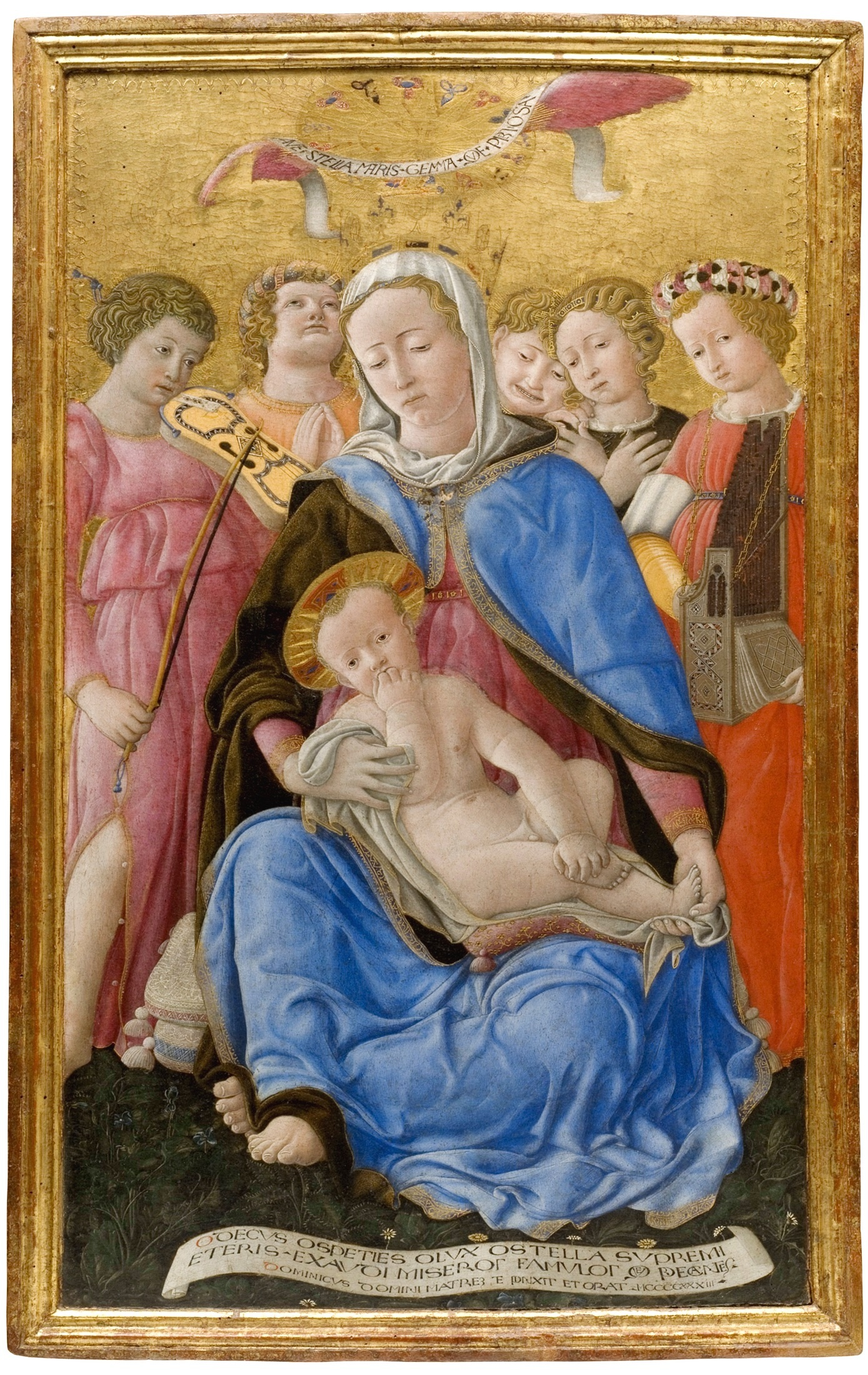
Madonna dell’Umiltà (1433) von Domenico di Bartolo

Das Gebäude umfasst vier Stockwerke, wobei das Erdgeschoss nur als Eingangsbereich und für Büros sowie Diensträume benutzt wird. Hier befindet sich ein Sarkophag der Etrusker sowie eine Tür des zerstörten Konvent der Olivetaner am Stadttor Porta Tufi.
Im ersten Stock sind die Werke des 16. Jahrhunderts ausgestellt. In Saal 22 befindet sich die Sacra famiglia von Girolamo Siciolante da Sermoneta (* 1521 in Sermoneta, † um 1580) und Il paradiso von Bartolomeo Neroni (Il Riccio genannt). Saal 23 enthält mehrere Werke von Pietro di Francesco Orioli. Saal 26 ist Skulpturen gewidmet, darunter mehrere von Gano di Fazio (auch Gano da Siena genannt, aktiv von 1290 bis 1318), Redentore Benedicente, Episodi della vita del beato Gioacchino Piccolomini, (Marmorskulpturen). Die Säle 27 bis 32 zeigen Werke von Sodoma, Domenico Beccafumi, Girolamo del Pacchia und Marco Pino. In den Sälen 33 bis 36 werden zudem Werke aus dem 17. Jahrhundert gezeigt. Darunter sind Gemälde von Domenico Manetti, Rutilio Manetti, Bernardino Mei (Ghismunda), Francesco Nasini, Astolfo Petrazzi, Pietro Sorri und Raffaello Vanni. Zudem sind im ersten Stockwerk Werke von Ventura Salimbeni und seinem Vater Arcangelo Salimbeni (Madonna incoronata all’eterno, Saal 22) zu besichtigen.
Das zweite Stockwerk enthält die älteren Werke aus dem 14. und 15. Jahrhundert. Die Säle 1 bis 2 zeigen Werke von Guido da Siena und Künstlern aus seiner Epoche, die Säle 3 und 4 behandeln Duccio di Buoninsegna und Werke seiner Schüler, die Säle 5 und 6 sind Simone Martini und den Künstlern seiner Zeit gewidmet. In Saal 7 befinden sich Gemälde der Lorenzetti-Brüder Pietro und Ambrogio. In Saal 12 und Saal 13 befinden sich mehr als 15 Werke von Giovanni di Paolo. Neroccio di Bartholomeo di Benedetto de’ Landi und Matteo di Giovanni sind in Saal 14 ausgestellt. Saal 15 zeigt Bilder der unbekannteren Künstler Pietro di Domenico da Montepulciano und Bernardino Fungai. Sano di Pietro ist mit mehreren Werken in Saal 16 und 17 vertreten. Im letzten Raum des Stockwerks (Saal 19) präsentieren sich Gemälde von Girolamo di Benvenuto, Benvenuto di Giovanni (Ascensione di Cristo, 1491) und Il Vecchietta. Im zweiten Stockwerk befinden sich zudem Werke von Luca di Tommè (Gesù in casa del fariseo, Saal 5), Bartolomeo Bulgarini (auch Maestro d’Ovile und Ugolino Lorenzetti genannt, San Galgano e Sant’Ansano, Saal 7), Paolo di Giovanni Fei und Bernardo Daddi (Madonna col Bambino, Natività e Crocifissione, Saal 9).
Das dritte Stockwerk dient seit 1977 als Ausstellungsraum der Spannocchi-Sammlung (Collezione Spannocchi), die sich erheblich von den seneser Künstlern unterscheidet und sich den norditalienischen und internationalen Künstlern widmet. Hier befinden sich u. a. Gemälde von Albrecht Dürer und Lorenzo Lotto. Die komplette Sammlung ist aufgeteilt in zwei Teile, der erste, noch unerforschte Teil, befindet sich im Palazzo Pubblico, der zweite in der Pinacoteca Nazionale. Der ältere Teil der Sammlung scheint von Enea Silvio Piccolomini beigetragen worden zu sein, die Herkunft scheint aus dessen Aktivitäten um 1460 bei Mantua und Gonzaga zu stammen. Danach ging die Sammlung durch Erbschaften und Heiraten an die Familie Spannocchi-Piccolomini weiter. Quelle der Dokumentation der Sammlungsherkunft ist eine Schrift des Abtes Girolamo Carli aus dem 18. Jahrhundert, die sich in der Biblioteca Comunale degli Intronati a Siena befindet. 1835 wurde die Sammlung von der Familie Spannocchi an die Akademie delle Belle Arti übergeben. Weitere bekannte Werke der Sammlung stammen von Alessandro Varotari (Il Padovanino genannt, * 1588 in Padova, † 1649 in Venedig; Ratto d’Europa), Giulio Carpioni (* 1613 in Venedig, † 29. Januar 1678 in Vicenza; Il diluvio di deucalione).

## Künstler und Werke (Auswahl)

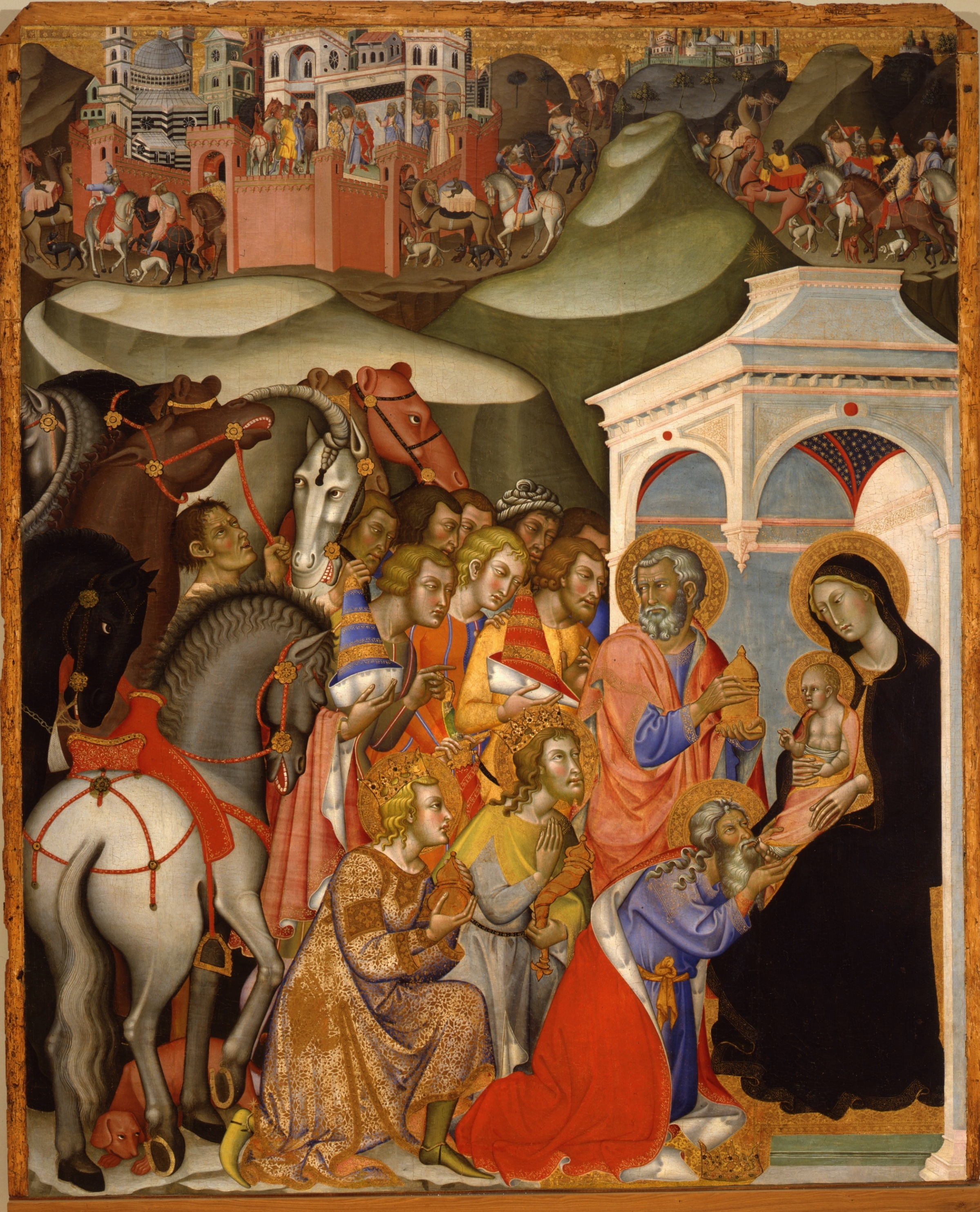
Adorazione dei Magi von Bartolo di Fredi

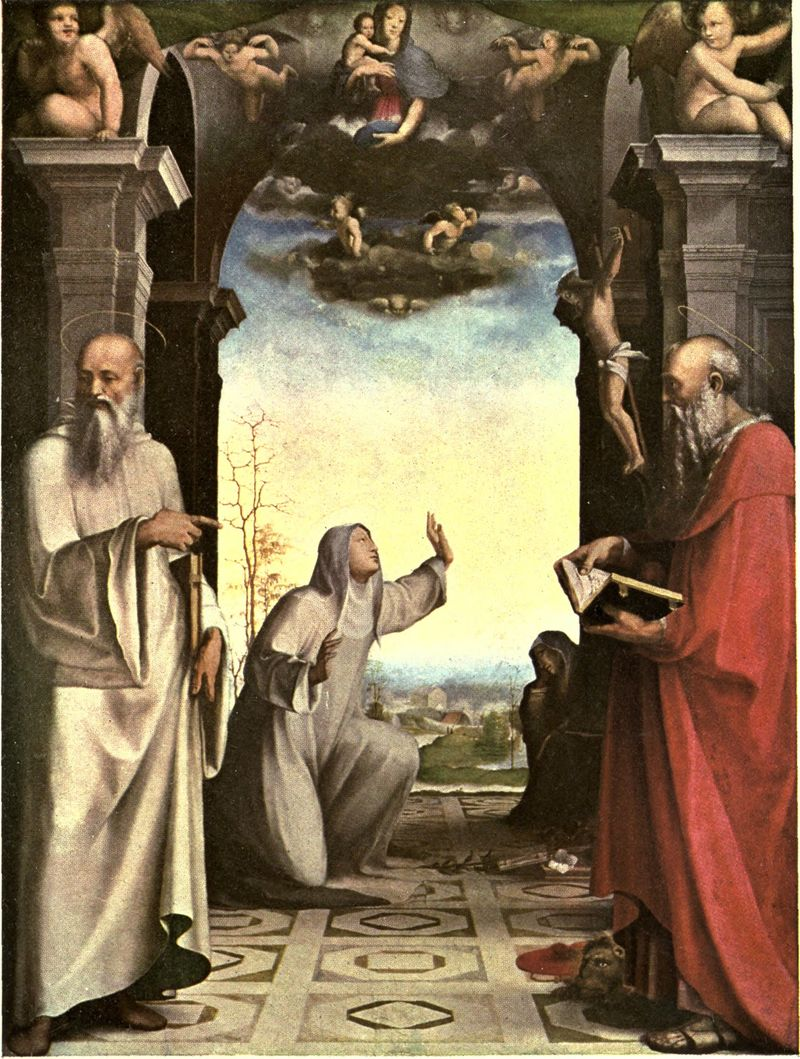
Santa Caterina da Siena riceve le stimmate fra i santi Benedetto e Gerolamo von Domenico Beccafumi

### Zweites Stockwerk: 14./15. Jahrhundert
- Andrea di Bartolo: San Matteo, San Galgano (Saal 10), Madonna in trono con Bambino e Santi (Saal 11)
- Margerito d’Arezzo: San Francesco d’Assisi (Saal 1)
- Badia-a-Isola-Meister: Madonna col Bambino (Tempera auf Holz, 65 cm × 50 cm)
- Bartolo di Fredi: Adorazione dei Magi
- Domenico di Bartolo: Madonna dell’Umiltà (1433, Holz, 93 cm × 59,5 cm)
- Duccio di Buoninsegna: Madonna dei Francescini (1290), Polittico n. 28 (Tempera auf Holz, 138,6 cm × 241,5 cm)
- Francesco di Giorgio (Il Vecchietta): Incoronazione della Vergine (um 1474), Natività con i santi Bernardo e Tommaso d’Aquino (1475)
- Giovanni di Paolo: Assunzione della Vergine (1475), Giudizio Universale, Cielo, e Inferno (1465), Madonna dell’Umiltà (1435)
- Guidoccio Cozzarelli: Santa Caterina da Siena e Gesù, Madonna col Bambino, Angeli e Santi, San Sebastiano und Santa Caterina d’Alessandria (alle Saal 15)
- Guido da Siena: Crocefissione (um 1275), Entrata in Gerusalemme, Ressurrezione de Lazzaro
- Guido di Graziano: San Francesco e otto storie della sua vita
- Ambrogio Lorenzetti: Polittico di Santa Petronilla, Madonna col Bambino (beide um 1340)
- Pietro Lorenzetti: Pala del Carmine
- Matteo di Giovanni: mehrere Madonna col Bambino
- Lippo Memmi: San Ludovico di Tolosa e San Francesco
- Memmo di Filipuccio: Madonna della Misericordia (mit Simone Martini)
- Simone Martini: Beato Agostino Novello e i suoi miracoli, Croce dipinta (Holz), Madonna col Bambino n. 583 (Tempera auf Holz)
- Jacopo di Mino del Pellicciaio: Crocifissione con San Francesco, Incoronazione di Santa Caterina d’Alessandria e santi
- Neri di Bicci: Madonna col Bambino in trono fra le Sante Cecilia, Anna, Maria Maddalena e Caterina d’Alessandria, (1482)
- Neroccio di Bartholomeo di Benedetto de’ Landi: Madonna col bambino
- Meister der Osservanza: San Girolamo nel deserto, Arresto di San Bartolomeo
- Sano di Pietro: Madonna col Bambino, angeli e santi (1444), San Girolamo nel deserto
- Segna di Bonaventura: San Romualdo
- Stefano di Giovanni Sassetta: Profeti Elia e Eliseo, Una città sul mare
- Spinello Aretino: Incoronazione e morte della vergine (1384)
- Meister von Tressa: Il Redentore benedicente tra i simboli degli evangelisti e sei storie della Vera Croce (um 1215)
- Taddeo di Bartolo: San Pietro martire
- Ugolino di Nerio: Crocifissione con San Francesco, Crocifissione di Cristo (68 cm × 45 cm), Polittico della Madonna con Bambino e Santi (139 cm × 242 cm)
- Andrea Vanni: Crocifissione e profeti (um 1396)
- Lippo Vanni: Madonna annunciata
- Vecchietta (Lorenzo di Pietro): Scene della passione

### Erstes Stockwerk: 16. Jahrhundert

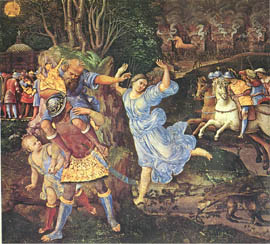
Fuga di Enea da Troia (1508/09) von Girolamo Genga

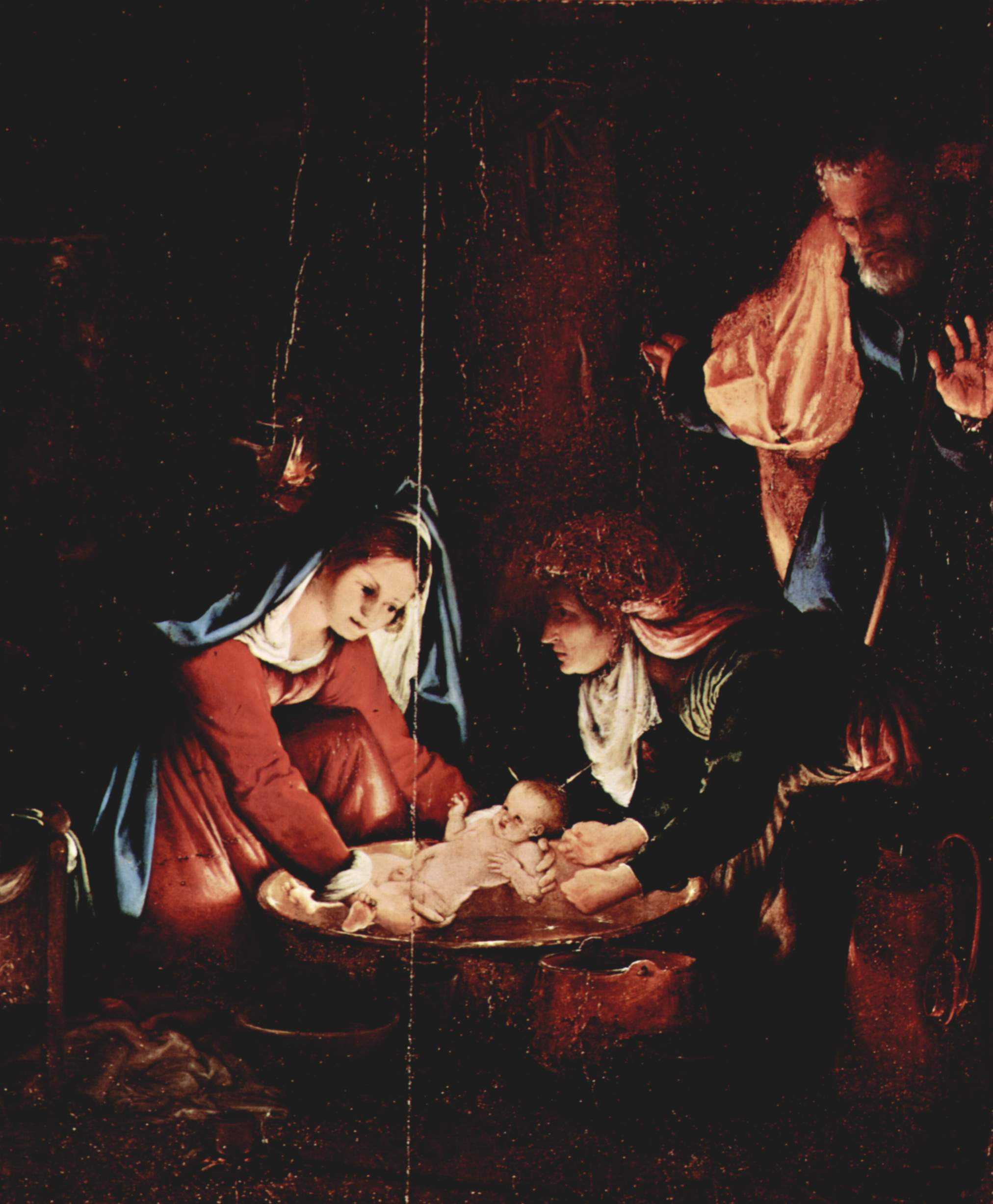
Nascita di Gesù von Lorenzo Lotto

- Domenico Beccafumi: Discesa di Cristo al Limbo (1530–1535), Santa Caterina da Siena riceve le stimmate fra i santi Benedetto e Gerolamo (um 1515), Santa Lucia (1521), San Michele scaccia gli angeli ribelli (um 1524)
- Girolamo del Pacchia: Annunciazione e Visitazione (1518 entstanden, entstammt der Chiesa di Santo Spirito in Siena) und Sacra famiglia con Santa Caterina da Siena (Saal 31)
- Sebastiano Folli: La Madonna ed il Bambino appaiono a San Savino (1612 entstanden)
- Girolamo Genga: Fuga di Enea da Troia (1508/09)
- Rutilio Manetti: Trionfo di David
- Bernardino Mei: Papa Alessandro III. Bandinelli
- Pietro di Francesco Orioli: Adorazione dei Pastori con San Giovanni Battista, Ascensione di Cristo und Visitazione della Madonna e Santi (Saal 23)
- Giacomo Pacchiarotti Carità, Fortezza, Giustizia (Saal 23)
- Astolfo Petrazzi: Suonatrice di liuto
- Pinturicchio: Sacra Famiglia con San Giovannino (Saal 23)
- Ventura Salimbeni: Madonna del Madrigale (Saal 36)
- Sodoma: Cristo alla colonna, Deposizione dalla croce (um 1510, Ölfarben auf Holz, 426 cm × 263 cm)
- Francesco Vanni: L’Immacolata e Dio Padre, Il tributo
- Raffaello Vanni: Decapitazione di San Paolo

### 3. Stockwerk: Sammlung Spannocchi
- Sofonisba Anguissola: Bernadino Campi ritrae Sofonisba Anguissola
- Paris Bordone: Annunciazione
- Lucas Cranach der Jüngere: Lucrezia
- Albrecht Dürer: San Girolamo (hl. Hieronymus, 1514)
- Paolo Farinati (auch Paolo Farinato): (Fuga di Enea da Troia)
- Johann König: (L’alba, giorno, tramonto, notte; Morgen, Tag, Abend, Nacht, Ratto d’Europa)
- Lorenzo Lotti: Natività
- Bartolomeo Montagna: L’Addolorata e Gesù con la corona di spine
- Jacob Marrel: Fiori (Ölgemälde, 1655)
- Giovan Battista Moroni: Ritratto di giovani
- Jacopo Palma der Jüngere: Il serpente di bronzo, (Ölgemälde, 1598)
- Pieter Snayers: Battaglia dell’esercito olandese
- Bernardo Strozzi: San Francesco in preghiera davanti al crocifisso
- Otto van Veen: Resurrezione